# Þingeyri

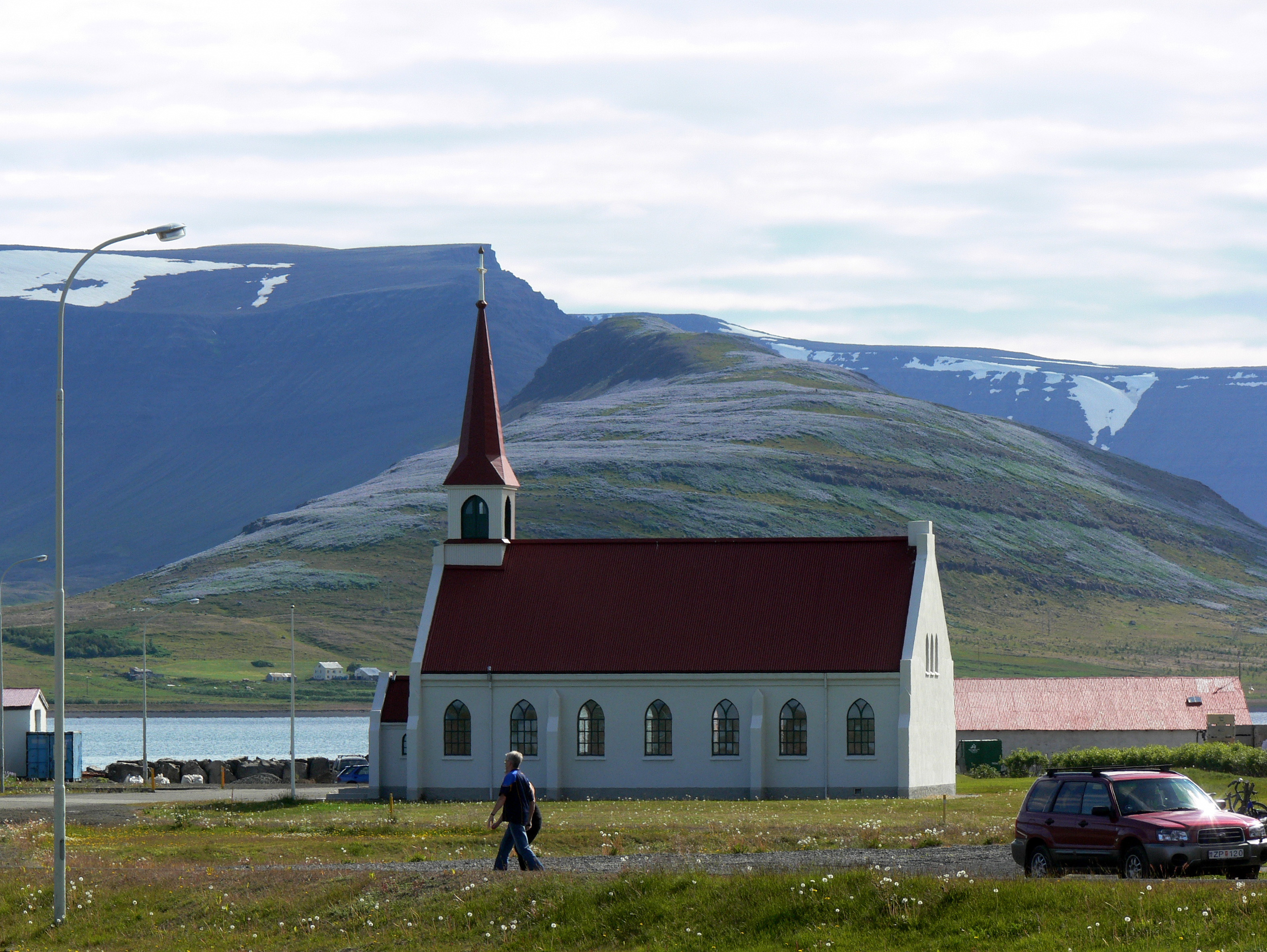
Die Kirche von Þingeyri

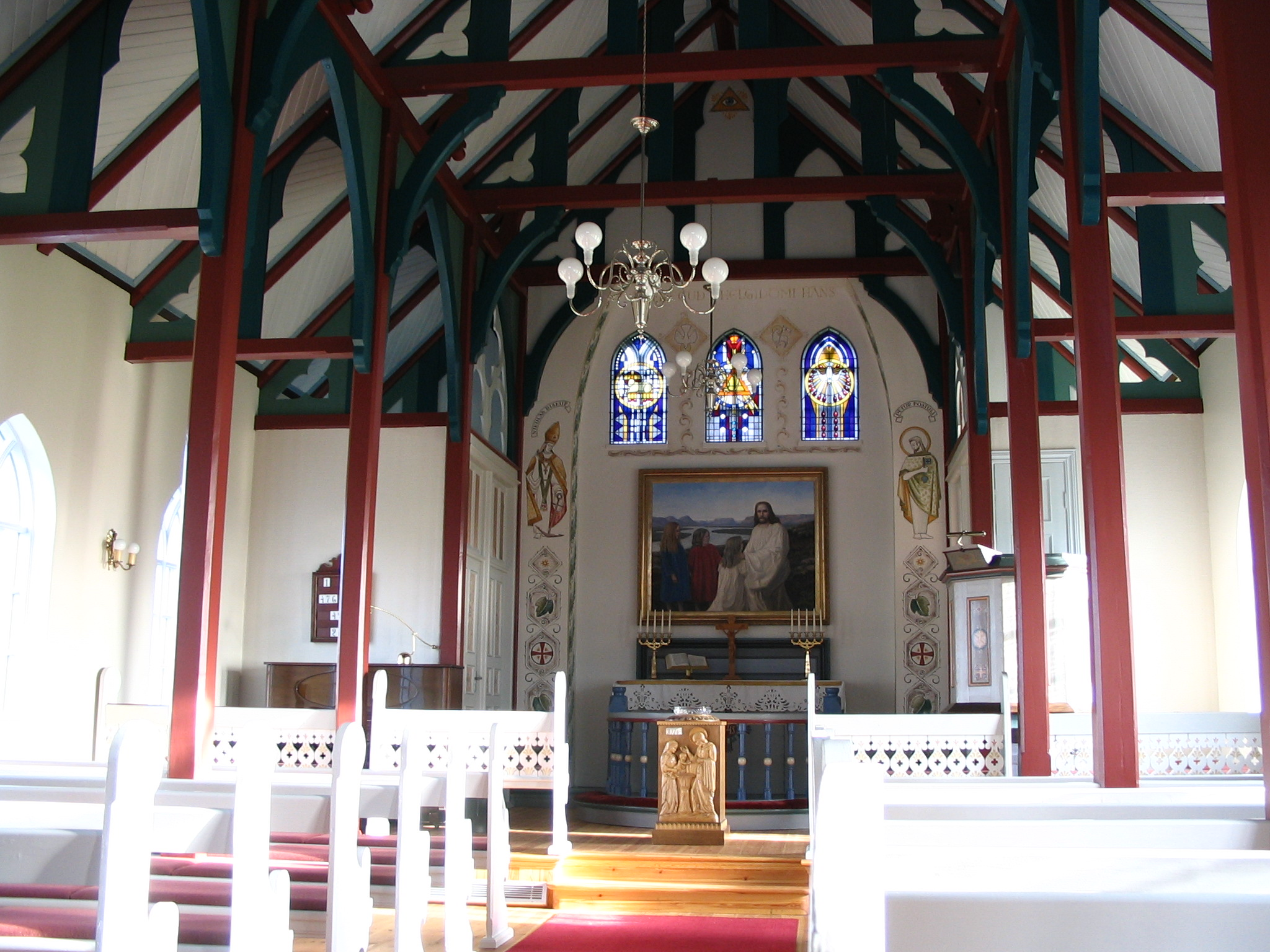
Kirche von Þingeyri

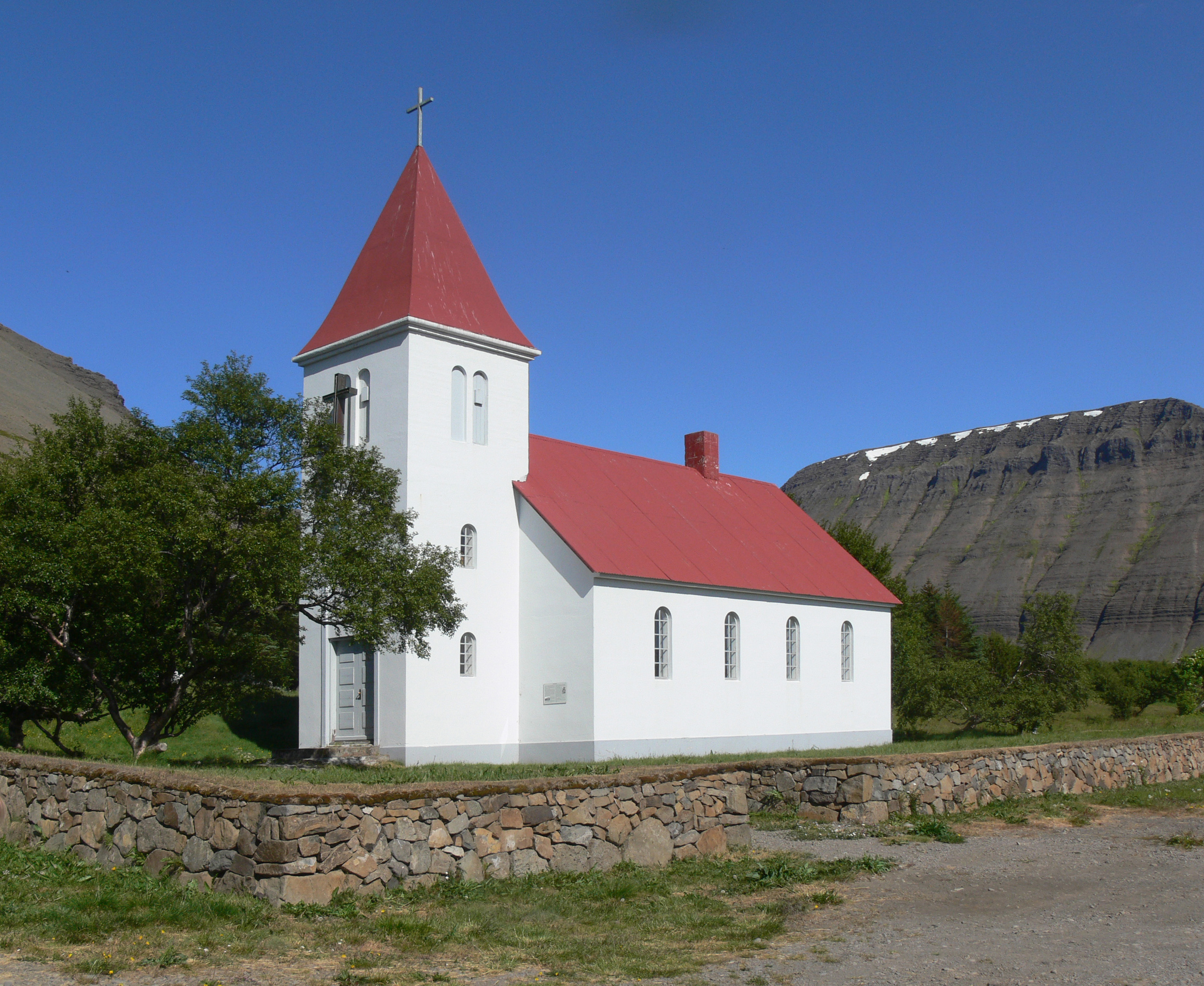
Núpskirkja

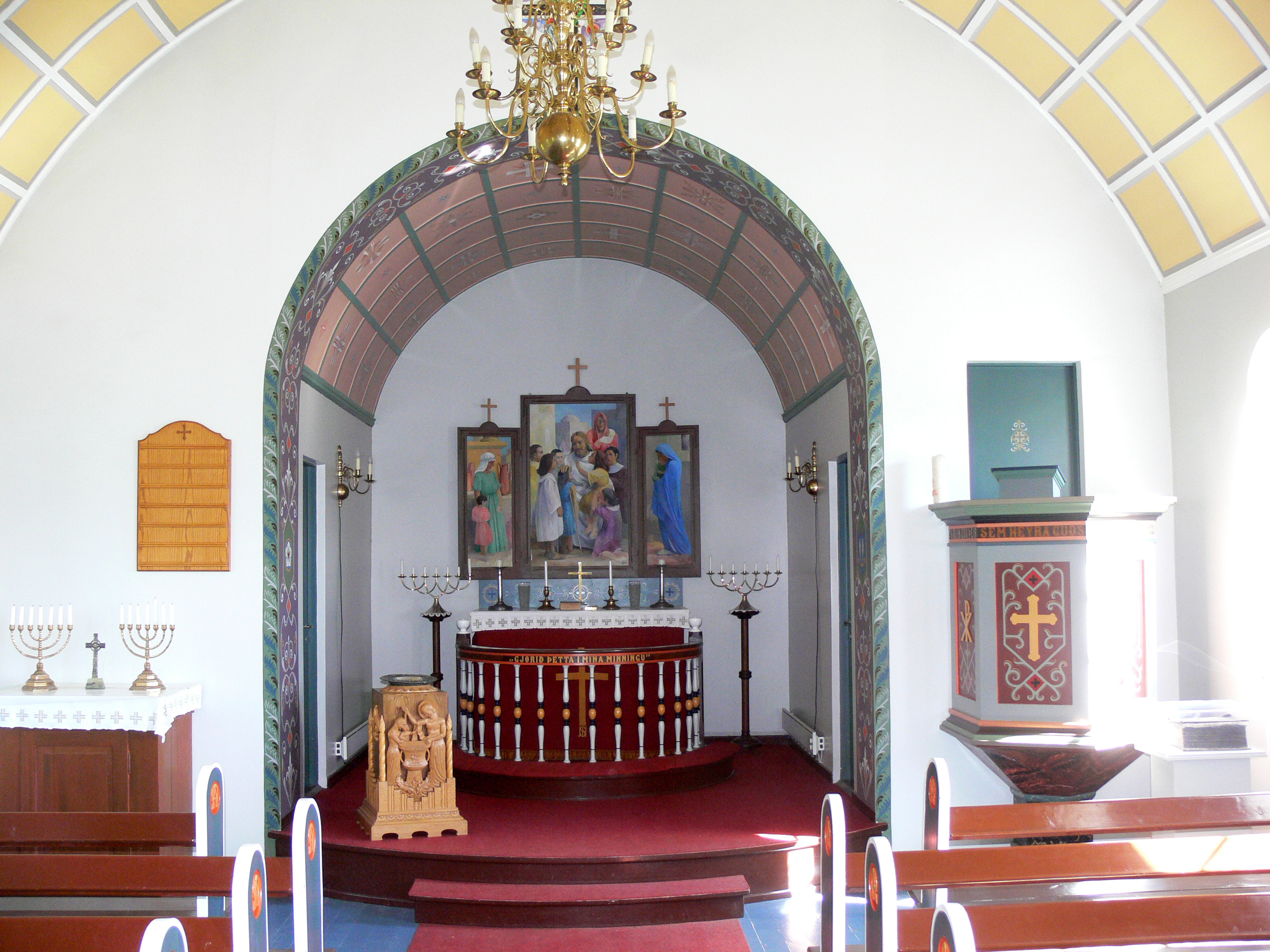
Núpskirkja

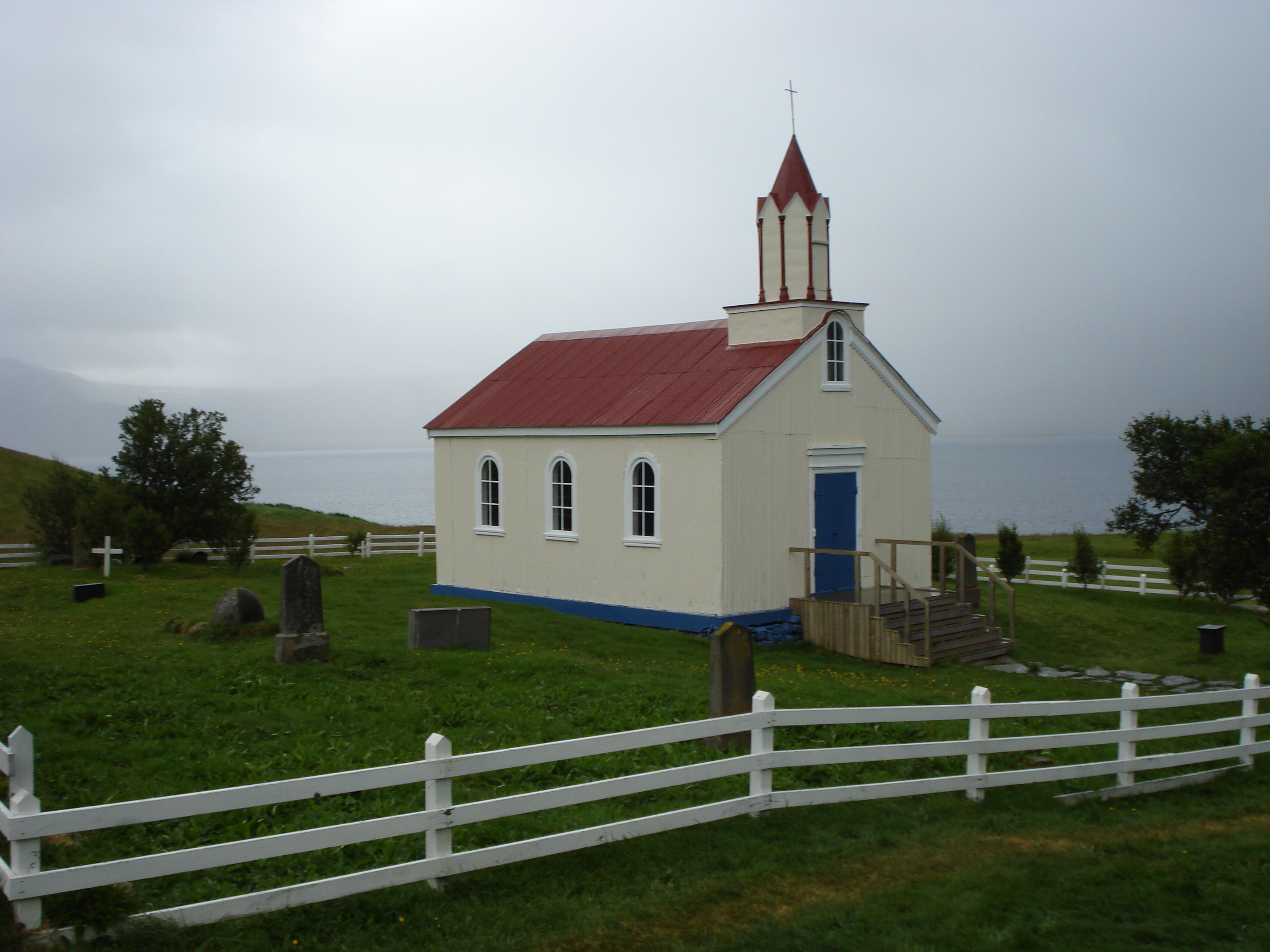
Hrafnseyrarkirkja

Þingeyri ist eine zur Gemeinde Ísafjarðarbær gehörende Siedlung  im äußersten Nordwesten Islands.

## Lage und Größe
Þingeyri liegt am Dýrafjörður in der Region Vestfirðir und zählt 280 Einwohner (Stand: 1. Januar 2023).

## Geografie
Der Ort  auf einer Sandbank. Der 367 m hohe Hausberg Sandafell oberhalb des Ortes und der 998 m hohe Kaldbakur zählen zu den wichtigsten Wandergebieten im Nordwesten Islands.
Die beiden Täler Meðaldalur und Haukadalur liegen westlich von Þingeyri. Südöstlich befindet sich das Brekkudalur.

## Geschichte
Der Ort ist der älteste Handelsplatz im Bezirk Vestur-Ísafjarðarsýsla. Hier hatten im späten 18. Jahrhundert amerikanische Fischer ihren Stützpunkt. Das Lagerhaus aus dem Jahr 1733 zählt zu den ältesten isländischen Gebäuden. 1996 wurde die Gemeinde mit fünf weiteren Gemeinden zur Ísafjarðarbær vereint.

## Sehenswürdigkeiten
Die Þingeyrarkirkja wurde in den Jahren 1910 bis 1911 aus Bruchsteinen errichtet. Bekannt ist sie unter anderem wegen des Gemäldes "Jesus segnet die Kinder" über dem Altar – für die dargestellte typisch isländische Landschaft diente wahrscheinlich der nahegelegene Fjord Dýrafjörður als Vorbild. Geschaffen wurde das Altargemälde von dem isländischen Maler Þórarinn Benedikt Þorláksson (1867–1924), der als einer der ersten und bedeutendsten Maler Islands gilt. Das Gemälde links vom Altar zeigt den hl. Nikolaus, das Gemälde rechts den Apostel Petrus. Die Innenausmalung der Kirche wurde 1961 von Gréta und Jón Björnsson vorgenommen. Architekt der Kirche war Rögnvaldur Ólafsson (1874–1917), der oft als erster Architekt Islands bezeichnet wird. Er ließ die Kirche bewusst in Nord-Süd-Richtung bauen, damit sie vom Meer aus besser zu sehen war.
Die Kirche, die seit 1990 unter Denkmalschutz steht, ist 16,56 m lang und 10,78 m breit, während der Vorbau eine Länge von 2,05 m und eine Breite von 3,71 m aufweist.
Im Ort kann ebenfalls eine alte Schmiede, ab 1913 entstanden, besichtigt werden. Das historische Gebäude Salthúsið aus dem Jahre 1778 wurde 1994 für Reparatur- und Konservierungsmaßnahmen abgetragen und 2009 mit den Originalteilen wieder errichtet.
In der Nähe des Ortes ist am Gehöft Núpur der kleine Park Skrúður mit einem Tor aus Walknochen und mit altem Baumbestand sehenswert, der ab 1909 von dem Pastor Sigtryggur Guđlaugsson als Schulgarten angelegt wurde, um Kinder und Jugendliche in Landwirtschaft und Gartenbau zu unterrichten. Ab 1992 wurde die Anlage, die seit 1980 etwas verwildert war, umgestaltet und 1996 neu eröffnet, und in diesem Jahr wurde dort auch ein Denkmal für den Gründer errichtet. Die Inneneinrichtung der benachbarten Steinkirche Núpskirkja auf dem Gehöft Núpur, die 1938–1939 erbaut und am 17. September 1939 eingeweiht wurde, beruht auf Plänen, Zeichnungen und Gemälden von Sigtryggur Guđlaugsson.
In dem Tal Keldudalur steht, 10 km Luftlinie westlich von þingeyri am Beginn des Dyrafjörður, die kleine, 1885 erbaute Holzkirche Hraunskirkja Sie war bis 1971 Pfarrkirche des Dorfes, das 1987 verlassen wurde. Da die Wissenschaftler des Nationalmuseums sie für erhaltenswert hielten, wurde sie 1998–1999 renoviert und 2000 in die Obhut des Nationalmuseums übernommen. Die Kanzel könnte von Hjalti Þorsteinssonar í Vatnsfirði (1692–1742) angefertigt worden sein. Die Kirche hat zwei Altargemälde, die übereinander aufgehängt sind. Auf dem unteren Bild findet sich die Inschrift „Eggerd Ionsen A. Røyn 1751“, doch ist nicht sicher, ob die Jahreszahl mit dem Alter des Gemäldes zusammenhängt. Die Kirche ist 7,71 m lang und 4,53 m breit. Seit 1980 steht sie unter der Obhut des Isländischen Nationalmuseums und zusätzlich seit 1990 unter Denkmalschutz. Im Mai 2020 ging sie in den Besitz des Nationalmuseums über.
Etwa 12 km südlich von Þingeyri steht auf dem Hof Hrafnseyri am Arnarfjörður die 1886 erbaute Holzkirche Hrafnseyrarkirkja mit einem Dachreiter von 1897. Sie wurde zweimal bei Unwettern und Stürmen zerstört, aber wieder aufgebaut und 1910 neu geweiht. In ihrem Innern birgt sie verschiedene Gegenstände aus dem 17. Jahrhundert, die ursprünglich in anderen Kirchen aufbewahrt wurden. Die Kerzenleuchter an den Wänden z. B. stammen aus dem Reykjavíker Dom und gelangten in die Hrafnseyrarkirkja, nachdem im Dom Gaslaternen angebracht worden waren. Die Kirche steht seit 1990 unter Denkmalschutz und hat eine Länge von 7,67 m und eine Breite von 5,80 m.

## Wirtschaft
Wesentliche Erwerbszweige der Bevölkerung sind der Fischfang, die Trockenfischherstellung und der Tourismus. Im Ort gibt es zwei Fischfabriken.

## Verkehr und Infrastruktur
Über den Vestfjarðavegur  ist der Ort mit der Ringstraße  verbunden.
Der Ort besitzt einen Hafen.
Der Svalvogavegur  verbindet Þingeyri mit dem Meðaldalur und dem Haukadalur.
Von und nach Ísafjörður besteht eine Busverbindung.
In Þingeyri gibt es eine Schule, ein Gesundheitszentrumn (Heilsugaeslustöð), ein Gästehaus, einen Campingplatz und eine Bank sowie Einkaufsmöglichkeiten.
Der Flugplatz Þingeyri hat keinen Linienverkehr und ist der Ausweichflughafen für Ísafjörður.

## Persönlichkeiten
- Ingibjörg H. Bjarnason (1867–1941), Politikerin und Lehrerin